# Castellum Aquae
Castellum Aquae je razdjelnik vode u Pompejima. Nalazi se na najvišoj točki Pompeja (42 m), a povezan je s Augustovim akvaduktom Serino, čime je bila osigurana opskrba vodom cijelog grada. Struktura pokazuje razinu razvoja hidrotehnike u to vrijeme: castellum je imao veliki kružni bazen u koji je sa sjevera ulazio cjevovod, a bio je opremljen sustavom vrata i lukobranima, kojima se regulirala distribucija vode.
Struktura je oštećena u potresu 62. godine i čini se da nije bila u upotrebi u vrijeme erupcije 79. godine, za razliku od 40 fontana raspoređenih po gradu.

## Vanjske poveznice
|  | Zajednički poslužitelj ima još gradiva o temi Castellum Aquae |